# Squelette monté
 (mars 2013).
Si vous disposez d'ouvrages ou d'articles de référence ou si vous connaissez des sites web de qualité traitant du thème abordé ici, merci de compléter l'article en donnant les références utiles à sa vérifiabilité et en les liant à la section « Notes et références ».
Un squelette peut être monté, c'est-à-dire mis en place, avec des fils et/ou du métal, pour être exposé, avec plus ou moins de mise-en-scène, soit comme si l'animal vivait (mode moderne), soit comme s'il posait pour une photo, en position symétrique (désuet).

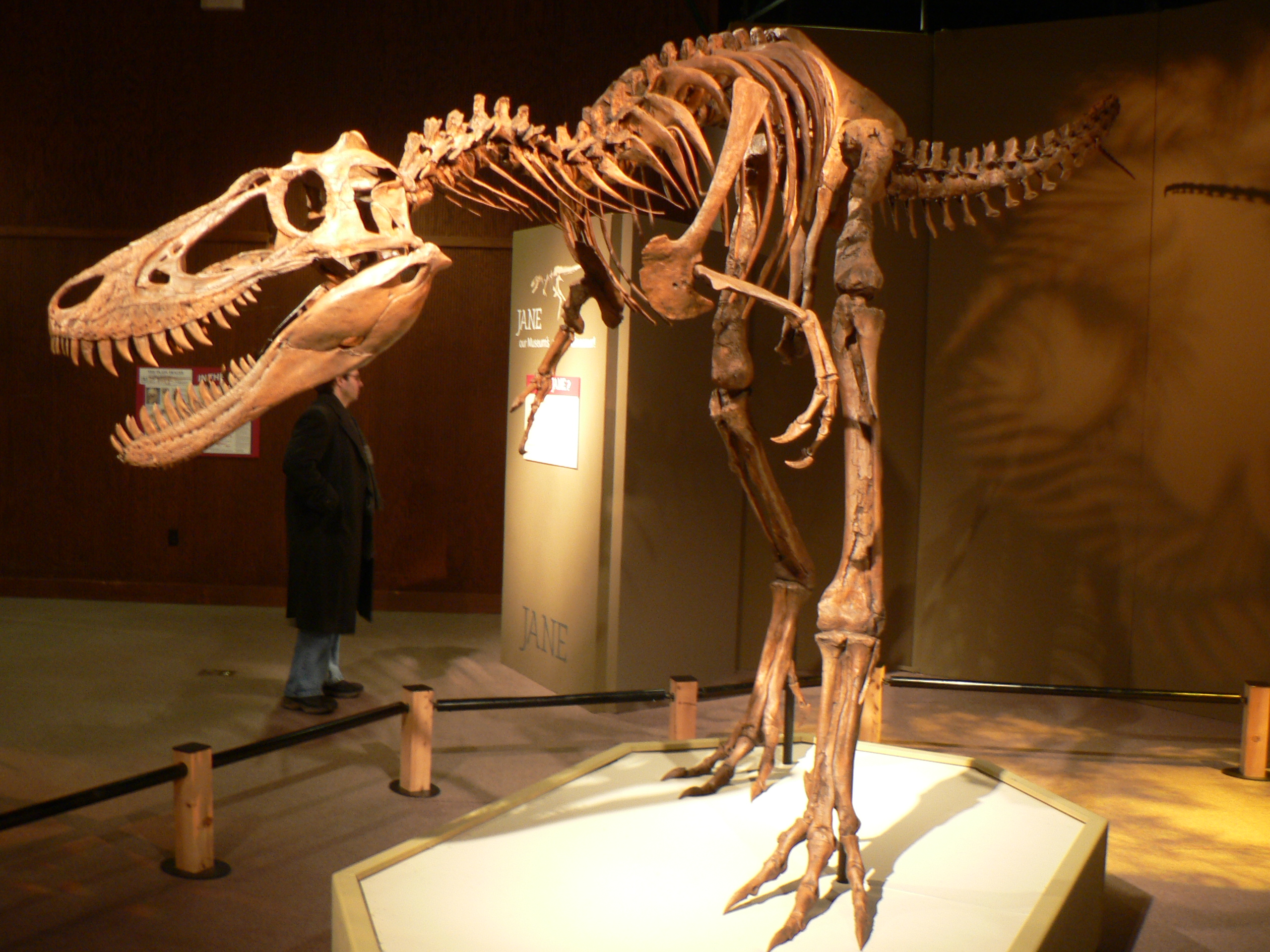
Posture « vivante » de Jane, un tyrannosaure.

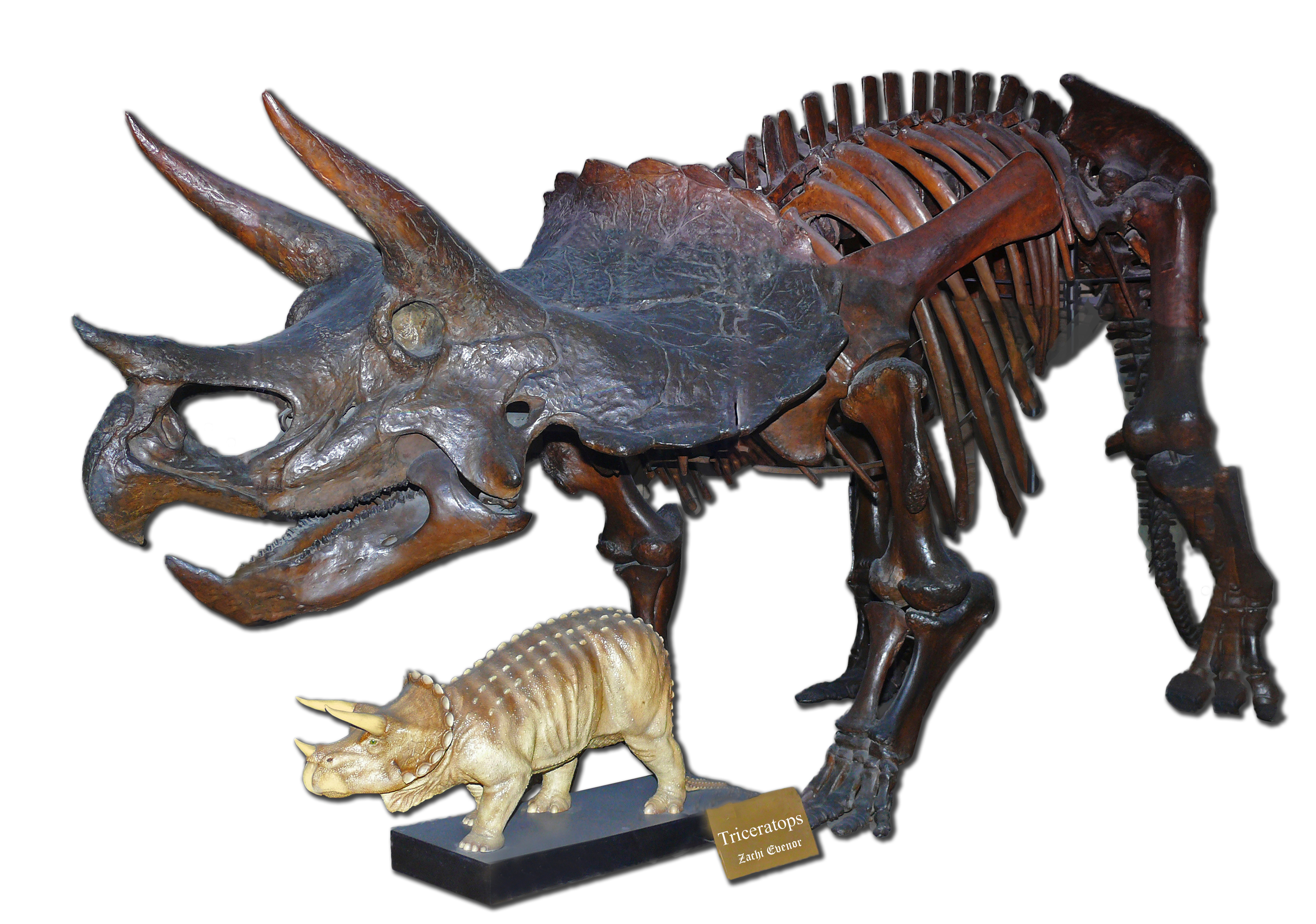
Posture « en pose » d'un tricératops.

Le montage doit se faire de manière précise, rigide et discrète. Le montage peut être suspendu ou posé sur un support.
Il est fréquent de compléter les squelettes incomplets par des os reconstitués, comme dans le cas d'exposition d'animaux préhistoriques.